# Kōta Sameshima
Kōta Sameshima (japanisch 鮫島 晃太 Sameshima Kōta; * 24. Juni 1992 in Makurazaki) ist ein japanischer Fußballspieler.

## Karriere
Sameshima erlernte das Fußballspielen in der Schulmannschaft der Kagoshma Josei High School. Seinen ersten Vertrag unterschrieb er 2011 bei Sanfrecce Hiroshima. Der Verein spielte in der höchsten Liga des Landes, der J1 League. Im Mai 2013 wurde er an den Zweitligisten Gainare Tottori ausgeliehen. Für den Verein absolvierte er 19 Ligaspiele. 2014 wurde er an den Drittligisten AC Nagano Parceiro ausgeliehen. Für den Verein absolvierte er vier Ligaspiele. 2016 wechselte er zum Ligakonkurrenten Fujieda MYFC.

## Erfolge
Sanfrecce Hiroshima
- J1 League

Meister: 2012
- Kaiserpokal

Finalist: 2013